# Maratón de Oporto
El Maratón de Oporto es una prueba atlética de carácter popular que se disputa anualmente en la ciudad de Oporto, Portugal desde el 2004. En ella, los participantes deben recorrer una distancia de 42,195 kilómetros por las calles de la ciudad. 
La carrera tiene lugar cada año el mes de noviembre.